# The Game (Fernsehserie)
The Game ist eine US-amerikanische Dramedy-Serie die im Oktober 2006, ursprünglich als Sitcom, angelaufen ist. Die ersten drei Staffeln der Sendung wurden auf The CW ausgestrahlt. Nach einer zweijährigen Pause kehrte die Sendung verändert auf dem Sender BET zurück. Bei der Serie handelt es sich um ein Spin-off der Sitcom Girlfriends. Im April 2006 strahlte Girlfriends die Folge The Game aus, welche die neuen Hauptcharaktere der Serie einführte und als Backdoor-Pilot fungierte. Die Ausstrahlung der neunten und letzten Staffel endete am 5. August 2015.

## Handlung
Melanie Barnett ist eine Medizin-Studentin mit vielversprechenden Aussichten. Doch statt sich auf ihre Karriere zu konzentrieren, folgt sie ihrem Freund Derwin nach San Diego, als dieser einen Profivertrag bei den „San Diego Sabers“ bekommt. Dort lernt sie die Ehefrauen und Freundinnen von Derwins Mannschaftskameraden kennen – ein illustres Grüppchen.

## Besetzung und Synchronisation
Die deutsche Synchronisation entsteht nach einem Dialogbuch von Katharina Blum und unter der Dialogregie von Martin Halm durch die Synchronfirma Scalamedia Studios in München.

### Hauptbesetzung
| Rollenname                  | Schauspieler          | Hauptrolle (Folge)   | Nebenrolle (Folge)         | Synchronsprecher |
| --------------------------- | --------------------- | -------------------- | -------------------------- | ---------------- |
| Melanie Barnett-Davis       | Tia Mowry-Hardrict    | 1.01–5.22            | 9.10                       | Maren Rainer     |
| Derwin Davis                | Pooch Hall            | 1.01–5.22            | 6.01–6.02, 9–10.           | Patrick Schröder |
| Malik Wright                | Hosea Chanchez        | 1.01–9.10            |                            | Alexander Brem   |
| Latasha „Tasha“ Mack        | Wendy Raquel Robinson | 1.01–9.10            |                            | Kathrin Simon    |
| Jason Pitts                 | Coby Bell             | 1.01–3.22, 6.01–9.10 | 4.01–5.22                  | Manou Lubowski   |
| Kelly Pitts                 | Brittany Daniel       | 1.01–3.22, 8.01–9.10 | 4.01–4.13, 7.04, 7.08–7.10 | Solveig Duda     |
| Chardonnay Pitts            | Brandy                | 6.01–9.10            | 5.01–5.22                  |                  |
| Keira Whitaker              | Lauren London         | 6.01–9.10            |                            |                  |
| Bryce „Blueprint“ Westbrook | Jay Ellis             | 6.01–9.10            |                            |                  |

### Nebenbesetzung
| Rolle                     | Schauspieler | Staffel   | Deutsche Synchronstimme |
| ------------------------- | ------------ | --------- | ----------------------- |
| Brittany Pitts            | Erica Gluck  | 1–        | Liv Wagener             |
| Terrence "Tee-Tee" Carter | Barry Floyd  | 1.05–9.10 | Manuel Straube          |
| Coach Ross                | Lee Majors   | 2–        | Ekkehardt Belle         |
| Rick Fox                  | Rick Fox     | 2–        | Manfred Trilling        |

## Auszeichnungen (Auswahl)
| Auszeichnung                                                           | Ergebnis  |
| Image Awards                                                           |           |
| 2007                                                                   |           |
| Bestes Drehbuch einer Comedy-Serie                                     | Nominiert |
| 2008                                                                   |           |
| Beste Hauptdarstellerin in einer Comedyserie für Tia Mowry-Hardrict    | Nominiert |
| Beste Nebendarstellerin in einer Comedyserie für Wendy Raquel Robinson | Nominiert |
| Bestes Drehbuch einer Comedy-Serie                                     | Nominiert |
| 2009                                                                   |           |
| Beste Hauptdarstellerin in einer Comedyserie für Tia Mowry-Hardrict    | Nominiert |
| Beste Nebendarstellerin in einer Comedyserie für Wendy Raquel Robinson | Nominiert |
| Bestes Drehbuch einer Comedy-Serie                                     | Gewonnen  |
| Beste Comedy-Serie                                                     | Nominiert |
| 2010                                                                   |           |
| Beste Nebendarstellerin in einer Comedyserie für Wendy Raquel Robinson | Nominiert |
| Bestes Drehbuch einer Comedy-Serie                                     | Nominiert |
| 2012                                                                   |           |
| Bestes Drehbuch einer Comedy-Serie                                     | Gewonnen  |
| Bester Hauptdarsteller in einer Comedyserie für Pooch Hall             | Nominiert |
| Beste Hauptdarstellerin in einer Comedyserie für Tia Mowry-Hardrict    | Nominiert |
| Beste Hauptdarstellerin in einer Comedyserie für Wendy Raquel Robinson | Nominiert |
| Beste Regie in einer Comedy-Serie                                      | Nominiert |
| Beste Comedy-Serie                                                     | Nominiert |
| Teen Choice Awards                                                     |           |
| 2007                                                                   |           |
| Bestes Hauptdarstellerin in einer Comedy-Serie für Tia Mowry-Hardrict  | Nominiert |